# Gong Li
Gong Li (鞏俐T, 巩俐S, Gǒng LìP; Shenyang, 31 dicembre 1965) è un'attrice cinese naturalizzata singaporiana.
È nota per le sue interpretazioni in Lanterne rosse, La storia di Qiu Ju, Addio mia concubina e Memorie di una geisha. Nel corso della sua carriera ha vinto la Coppa Volpi per la migliore interpretazione femminile alla 49ª Mostra internazionale d'arte cinematografica di Venezia per La storia di Qiu Ju e un National Board of Review per Memorie di una geisha.

## Biografia
Nata a Shenyang, ma cresciuta a Jinan, figlia di un professore di economia, Gong Li crebbe con la passione per la musica tradizionale cinese ma anche quella occidentale, sognando inizialmente la carriera di cantante e non tanto quella dell'attrice. Dopo il rifiuto ai provini come cantante a una scuola di musica, la giovane Li nel 1985 viene ammessa alla Central Drama Academy di Pechino, dove si laurea con successo nel 1989.
Durante i suoi ultimi anni da studentessa, nel 1987, venne notata dall'ancora sconosciuto regista Zhāng Yìmóu, il quale la inserì nel cast di Sorgo rosso, primo film della giovane futura star, che qui vediamo nel ruolo della giovanissima e bella Nove Fiori. Da quel momento in poi il suo nome e quello del regista saranno inscindibili (anche perché legati da una relazione sentimentale). Lei sarà infatti l'abituale protagonista delle sue pellicole e lui il suo pigmalione. Una lunghissima serie di film che vanno dall'inedito Daihao meizhouba all'intenso Ju Dou (1991), dove l'attrice disegna il ritratto di una perdente umiliata e ferita, ma allo stesso tempo combattiva, sullo sfondo di una Cina medioevale con tanto di teli e vestiti colorati tra cui sboccia l'amore tra i due giovani che sfocerà nella tragedia.
Il ruolo che l'ha resa più nota è quello della protagonista del film Lanterne rosse. È stata il simbolo della rinascita cinematografica pechinese. Attrice feticcio di gran parte degli autori della quinta generazione (Zhāng Yìmóu e Chen Kaige in testa) ha dato voce e corpo a personaggi combattuti e fieri di donne. Nel film La città proibita, in cui recita al fianco di Chow Yun-Fat, ha il ruolo della tormentata imperatrice della dinastia Tang. Passata ad Hollywood, ha recitato in tre blockbuster: Memorie di una geisha (2005) interpretando la geisha Hatsumomo, Miami Vice (2006) e Hannibal Lecter - Le origini del male (2007) nel ruolo di Lady Murasaki.
Nel 1998, le viene conferito dal governo francese il titolo di "Officier des Arts et Lettres" per il suo contributo artistico eccellente dato al cinema, mentre i Red Hot Chili Peppers, reduci da una tournée in Oriente hanno scritto una canzone intitolata "Gong Li", nonostante non sia presente alcun riferimento all'attrice a parte il titolo. 
Il 16 ottobre 2000, Gong Li è stata nominata "Ambasciatrice di buona volontà" dell'Organizzazione delle Nazioni Unite per l'Alimentazione e l'Agricoltura (FAO).  A metà maggio 2019 si è sposata segretamente con Jean-Michel Jarre, noto musicista francese e ambasciatore UNESCO.

## Filmografia

### Cinema
- Sorgo rosso (Hong gao liang), regia di Zhāng Yìmóu (1987)
- Xi tai hou, regia di Li Han-hsiang (1989)
- Hoi sam gui miu ba, regia di Philip Chan (1989)
- Daihao meizhoubao (Codename Cougar), regia di Zhāng Yìmóu e Yang Fengliang (1989)
- Qin yong, regia di Ching Siu-tung (1990)
- Ju Dou, regia di Zhāng Yìmóu e Yang Fengliang (1990)
- Du xia II: Shang Hai tan du sheng, regia di Wong Jing (1991)
- Lanterne rosse (Da hong deng long gao gao gua), regia di Zhāng Yìmóu (1991)
- La storia di Qiu Ju (Qiu Ju da guan si), regia di Zhāng Yìmóu (1992)
- Meng xing shi fan, regia di Sylvia Chang (1992)
- Addio mia concubina (Ba wang bie ji), regia di Chen Kaige (1993)
- Tang Bohu dian Qiuxiang, regia di Lee Lik-Chi (1993)
- Xin tian long ba bu zhi tian shan tong lao, regia di Andy Chin Wing-Keung (1994)
- Hua hun, regia di Huang Shuqin (1994)
- Vivere! (Huozhe), regia di Zhāng Yìmóu (1994)
- Xi chu bawang, regia di Stephen Shin e Clara Law (1994)
- Shanghai Triad - La triade di Shangai (Yao a yao yao dao waipo qiao), regia di Zhāng Yìmóu (1995)
- Le tentazioni della luna (Feng yue), regia di Chen Kaige (1996)
- Chinese Box, regia di Wayne Wang (1997)
- L'imperatore e l'assassino (Jing Ke ci Qin Wang), regia di Chen Kaige (1999)
- Piao liang ma ma, regia di Zhou Sun (2000)
- Zhou Yu de huo che, regia di Zhou Sun (2002)
- 2046, regia di Wong Kar-wai (2004)
- La mano (The Hand), episodio di Eros, regia di Wong Kar-wai (2004)
- Memorie di una geisha, Hatsumomo  regia di Rob Marshall (2005)
- Miami Vice, regia di Michael Mann (2006)
- La città proibita (Man cheng jin dai huang jin jia), regia di Zhāng Yìmóu (2007)
- Hannibal Lecter - Le origini del male (Hannibal Rising), regia di Peter Webber (2007)
- Shanghai, regia di Mikael Håfström (2010)
- What Women Want (Wo Zhi Nu Ren Xin), regia di Daming Chen (2011)
- Lettere di uno sconosciuto (Gui lai), regia di Zhāng Yìmóu (2014)
- Xi you ji zhi Sun Wukong san da bai gu jing, regia di Soi Cheang (2016)
- Lán xīn dà jùyuàn, regia di Lou Ye (2019)
- Mulan, regia di Niki Caro (2020)

### Doppiaggio
- Se stessa in Mulan (doppiaggio cinese)[5]

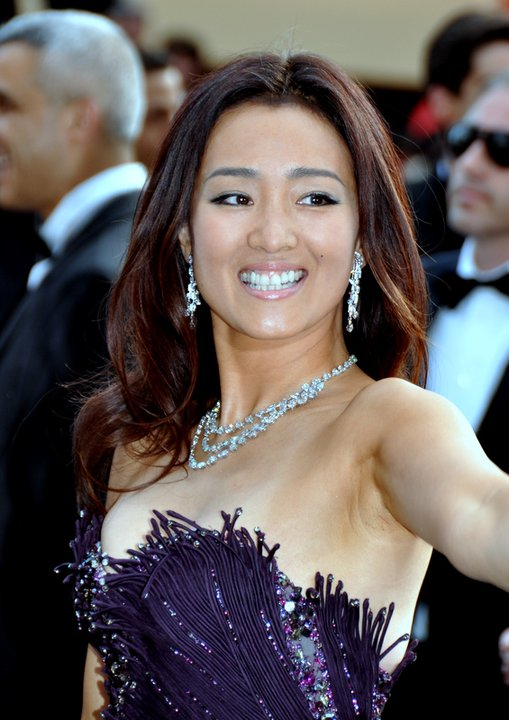
Gong Li al Festival di Cannes 2011

## Premi e riconoscimenti
- 1989 - Hundred Flowers Award per la Miglior attrice non protagonista per Daihao meizhoubao (Codename Cougar)
- 1990 - candidatura - Hong Kong Film Award alla Miglior attrice per A Terracotta Warrior (Qin Yong)
- 1991 - Hundred Flowers Award per la Miglior attrice per Lanterne rosse
- 1991 - Coppa Volpi alla miglior attrice alla 49ª Mostra internazionale d'arte cinematografica di Venezia per La storia di Qiu Ju
- 1991 - Golden Rooster Award per la Migliore attrice per La storia di Qiu Ju
- 1991 - Golden Phoenix Award per la Miglior interpretazione femminile per La storia di Qiu Ju
- 1993 - New York Film Critics Circle Award per la Miglior attrice non protagonista per Addio mia concubina
- 1996 - candidatura - Hong Kong Film Award alla Miglior attrice per Le Tentazioni della Luna
- 2000 - Premio alla miglior attrice al Montreal World Film Festival per Piao Liang Ma Ma (Breaking the Silence)
- 2000 - Golden Rooster Award per la Migliore attrice per Piao Liang Ma Ma (Breaking the Silence)
- 2000 - Golden Phoenix Award per la Migliore attrice per Piao Liang Ma Ma (Breaking the Silence)
- 2000 - Hundred Flowers Award per la Miglior attrice per Piao Liang Ma Ma (Breaking the Silence)
- 2000 - Shanghai Film Critics Award per la Miglior attrice per Piao Liang Ma Ma (Breaking the Silence)
- 2002 - Students' Choice Award per la Miglior attrice per Zhou Yu de hou che (Zhou Yu's Train)
- 2005 - National Board of Review Award per la Miglior attrice non protagonista per Memorie di una Geisha
- 2005 - candidatura - Satellite Award per la Migliore attrice non protagonista per Memorie di una Geisha
- 2006 - Hong Kong Film Award alla Miglior attrice per La città proibita
- 2006 - Hong Kong Film Critics Award alla Miglior attrice per La città proibita
- 2006 - candidatura - Asian Film Award alla Miglior attrice per La città proibita

## Doppiatrici italiane
Nelle versioni in italiano dei suoi film, Gong Li è stata doppiata da:
- Francesca Fiorentini in Eros, Memorie di una Geisha, Miami Vice, Hannibal Lecter - Le origini del male, La città proibita, Lettere di uno sconosciuto
- Monica Gravina ne La storia di Qiu Ju, Addio mia concubina, Vivere!, Le tentazioni della luna
- Laura Boccanera in Lanterne rosse, Shanghai Triad - La triade di Shangai, L'imperatore e l'assassino
- Franca D'Amato in Chinese Box, Mulan
- Claudia Razzi in Sorgo rosso
- Valeria Perilli in Ju Dou
- Gilberta Crispino in 2046